# Serap Özçelik
Serap Özçelik Arapoğlu est une karatéka turque née le 18 février 1988 à Istanbul. 

## Carrière
Elle a remporté la médaille d'or en kumite moins de 50 kilos aux championnats du monde 2014 à Brême ainsi qu'aux championnats d'Europe 2011 à Zurich, 2012 à Adeje et 2014 à Tampere. Elle s'est également imposée dans cette catégorie aux Jeux méditerranéens de 2013 à Mersin, aux Jeux mondiaux de 2013 à Cali et aux Jeux européens de 2015 à Bakou.
Dans cette même catégorie, elle est médaillée d'argent aux Jeux de la solidarité islamique 2017, médaillée d'or aux Championnats d'Europe de karaté 2018 à Novi Sad, médaillée de bronze aux Jeux méditerranéens de 2018 à Tarragone puis médaillée de bronze aux Championnats du monde de karaté 2018 à Madrid. Elle est médaillée de bronze aux Championnats d'Europe de karaté 2019 à Guadalajara puis médaillée d'argent aux Jeux européens de 2019 à Minsk et médaillée de bronze aux Jeux de la solidarité islamique de 2021 à Konya. 
Elle est médaillée d'or aux championnats d'Europe 2022 à Gaziantep et médaillée d'argent aux Championnats d'Europe de karaté 2023 à Guadalajara.
Elle remporte la médaille de bronze aux Jeux européens de 2023 à Bielsko-Biała.